# Diecezja Cuenca
Diecezja Cuenca (łac. Dioecesis Conchensis) – diecezja Kościoła rzymskokatolickiego w Hiszpanii z siedzibą w Cuenca. Należy do metropolii Toledo. Została erygowana 5 lipca 1183 roku.